# Piaskownik długodzioby
Piaskownik długodzioby (Upucerthia dumetaria) – gatunek średniej wielkości ptaka z rodziny garncarzowatych (Furnariidae). Występuje w Ameryce Południowej, od Peru po Ziemię Ognistą. Nie jest zagrożony.

## Podgatunki i zasięg występowania
Międzynarodowy Komitet Ornitologiczny (IOC) wyróżnia trzy podgatunki U. dumetaria:
- U. d. peruana J. T. Zimmer, 1954 – południowe Peru
- U. d. hypoleuca Reichenbach, 1853 – południowo-zachodnia Boliwia, północne i środkowe Chile oraz zachodnia Argentyna
- U. d. dumetaria I. Geoffroy Saint-Hilaire, 1832 –  południowe Chile oraz środkowa i południowa Argentyna

Dawniej za podgatunek U. dumetaria był także uznawany piaskownik patagoński (U. saturatior), obecnie klasyfikowany jako odrębny gatunek.

## Morfologia

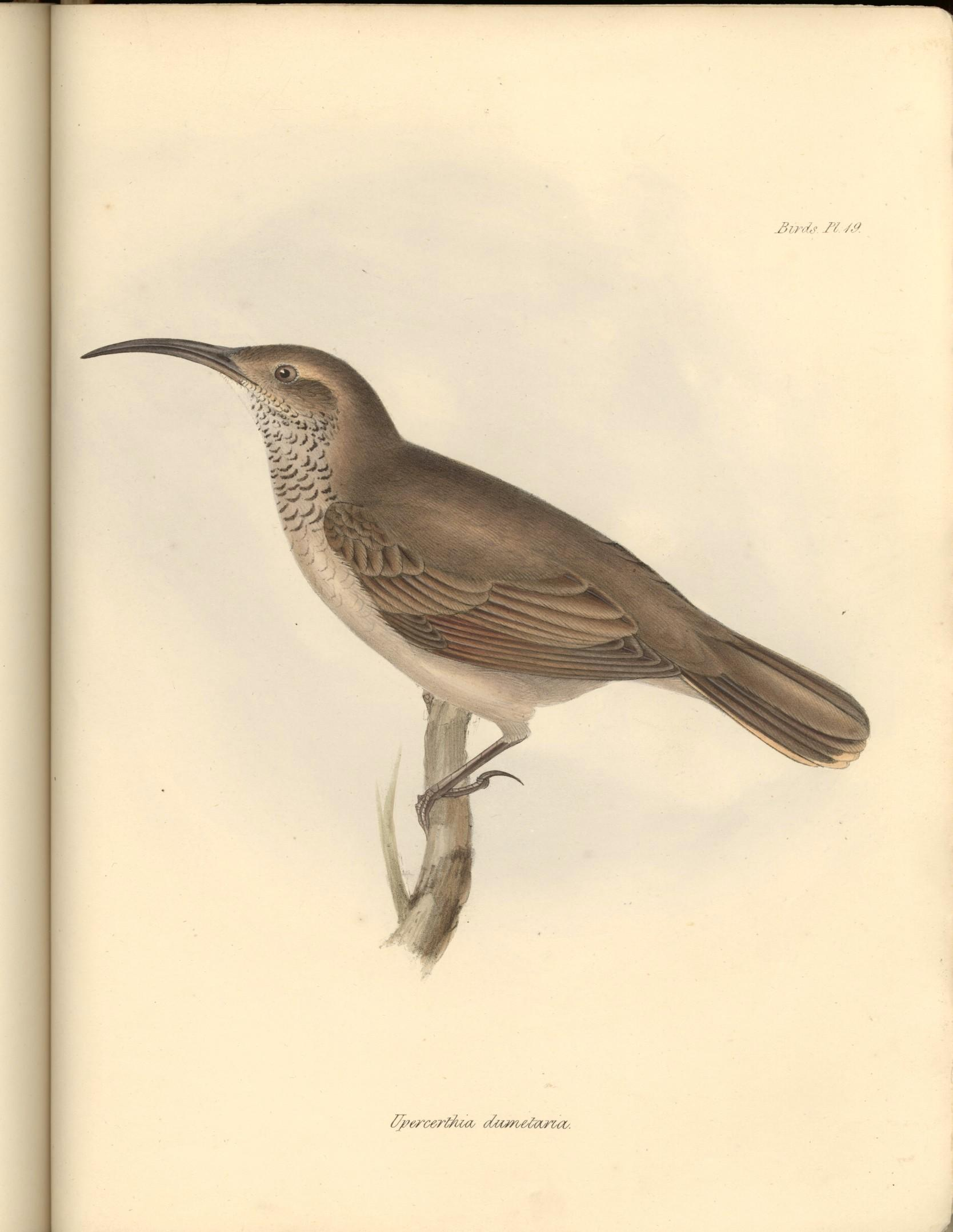
Piaskownik długodzioby na rycinie z 1839 roku

Wygląd zewnętrznyPiaskownik długodzioby cechuje się mocną budową, długim ogonem i smukłym, zagiętym do dołu dziobem. Wierzch ciała skromnie, szarobrązowo ubarwiony, spód białawy. Podgardle i pierś łuskowane. Zakończenie ogona jasnopłowe. Młode osobniki silnie łuskowane.
Wymiary
- długość ciała: 22 cm
- rozpiętość skrzydeł: 30 cm
- masa ciała: 42,5 g

## Ekologia i zachowanie
BiotopPorośnięte krzewami równiny i stoki, od nizin do 3900 m n.p.m.
PożywienieOwady oraz inne małe bezkręgowce.
GłosPiosenka narastająca, wesoła. Wabi nagłym, charczącym kiit.
LęgiWyprowadza jeden lęg w roku. Gniazdo jest miseczką z suchej trawy na końcu długiego tunelu. Najprawdopodobniej składa 3–5 jaj. Okres inkubacji i uzyskiwania zdolności do lotu nie są znane.

## Status
Międzynarodowa Unia Ochrony Przyrody (IUCN) uznaje piaskownika długodziobego za gatunek najmniejszej troski (LC – least concern) nieprzerwanie od 2010 roku. Liczebność populacji nie została oszacowana, ale ptak ten opisywany jest jako dość pospolity. Trend liczebności populacji uznawany jest za spadkowy ze względu na degradację siedlisk.